# 박성규 (1936년)
박성규(1936년 10월 14일 ~ 2013년)는 대한민국의 정치인이다. 제9대 안산시장을 역임했다.

## 역대 선거 결과
|  | 36.40% |

|  | 37.81% |